# Calle 13 (Metro de Filadelfia)
Calle 13  es una estación de ferrocarril en la línea Market–Frankford, la Ruta 11, la Ruta 13, Ruta 34, la Ruta 36 y la Ruta 10 de la línea verde del Metro de Filadelfia. La estación se encuentra localizada en 15th Street y Market Street en Filadelfia, Pensilvania. La estación Calle 13 fue inaugurada el 4 de marzo de 1907. La ciudad de Filadelfia es la encargada por el mantenimiento y administración de la estación.

## Descripción y servicios
La estación Calle 13 cuenta con 1 plataforma central (metro) y 2 plataformas laterales (tranvía) y 3 vías.  La estación cuenta con el servicio de trenes locales, es decir que operan todos los días entre 8:30 a. m. a las 3:45 p. m., todas las noches, fines de semana y días festivos.

## Conexiones
La estación es abastecida por las siguientes conexiones: 
- Rutas de autobuses SEPTA: 17, 33, 38, 44 y 48
Rutas suburbanas: 124 y 125